# Škoda Varsovia
Škoda Varsovia – elektryczne zespoły trakcyjne produkcji czeskiego przedsiębiorstwa Škoda Transportation, eksploatowane przez Metro Warszawskie.

## Konstrukcja
Maksymalna prędkość pojazdu wynosi 90 km/h. Pojazd waży ponad 160 ton.
Pojazd zawiera 230 miejsc siedzących, w tym 2 dla osób niepełnosprawnych i może pomieścić 1500 pasażerów.

## Galeria

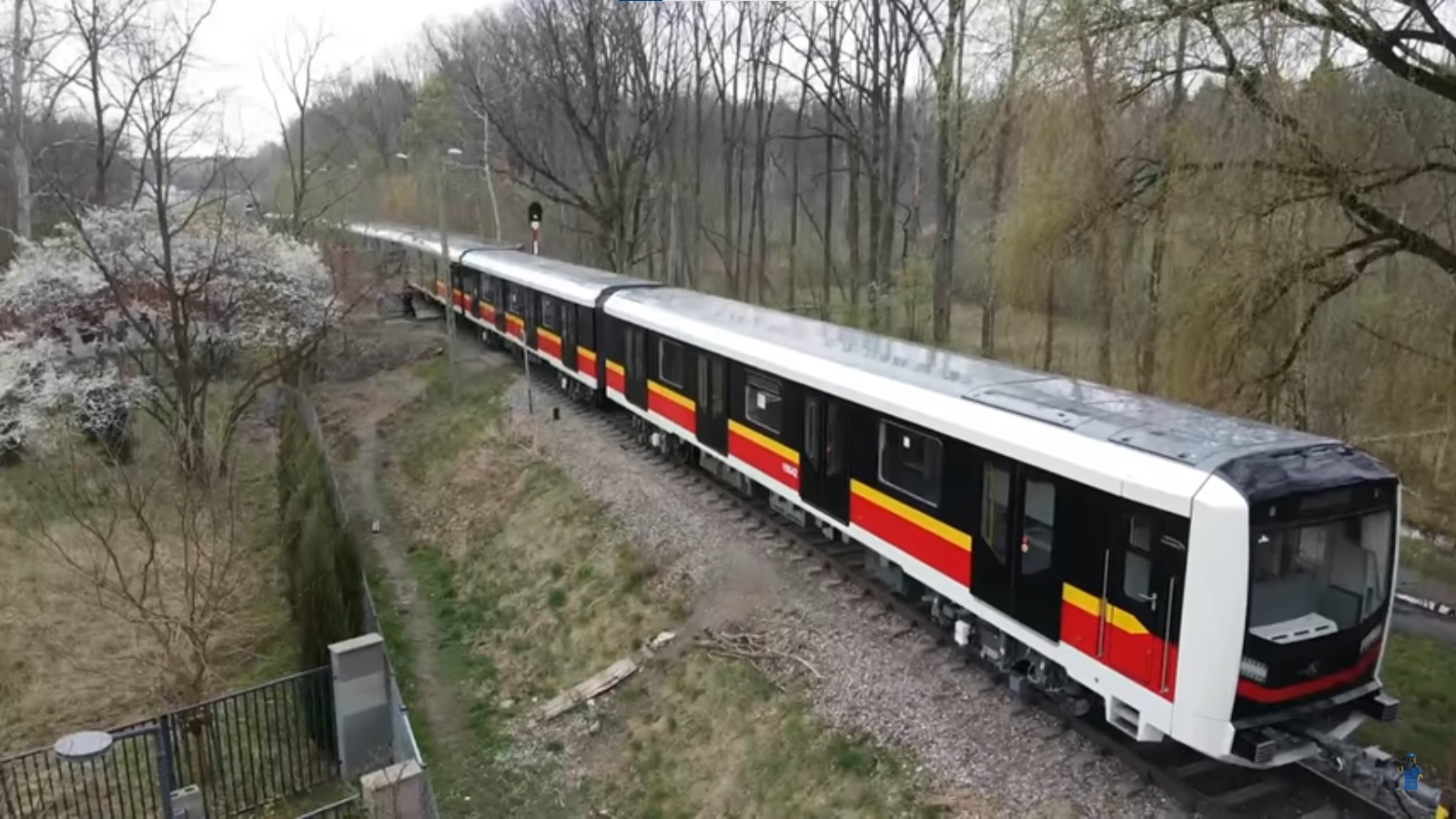
Transfer pojazdu do Stacji Techniczno-Postojowej Kabaty
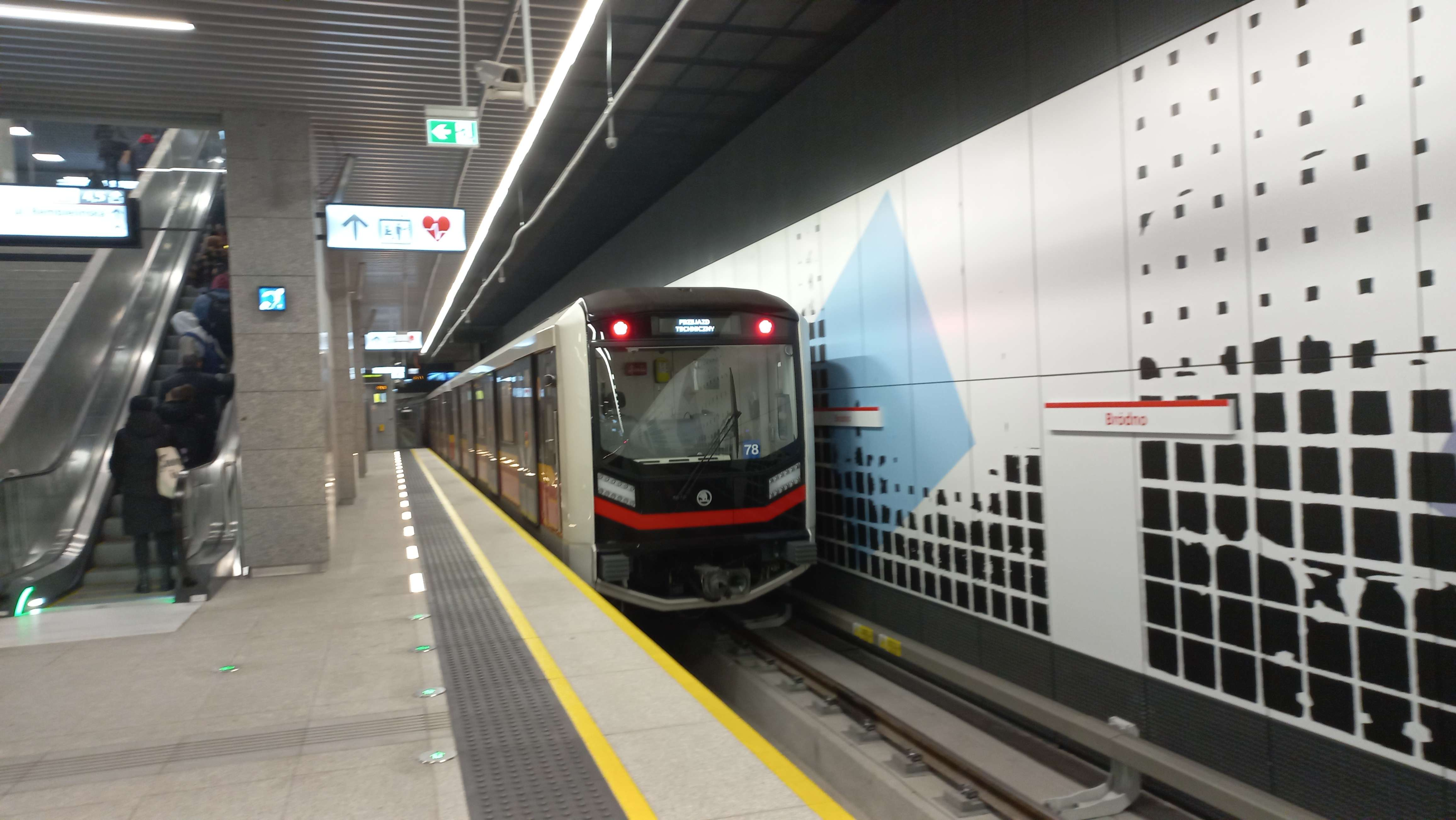
Pojazd na stacji Bródno
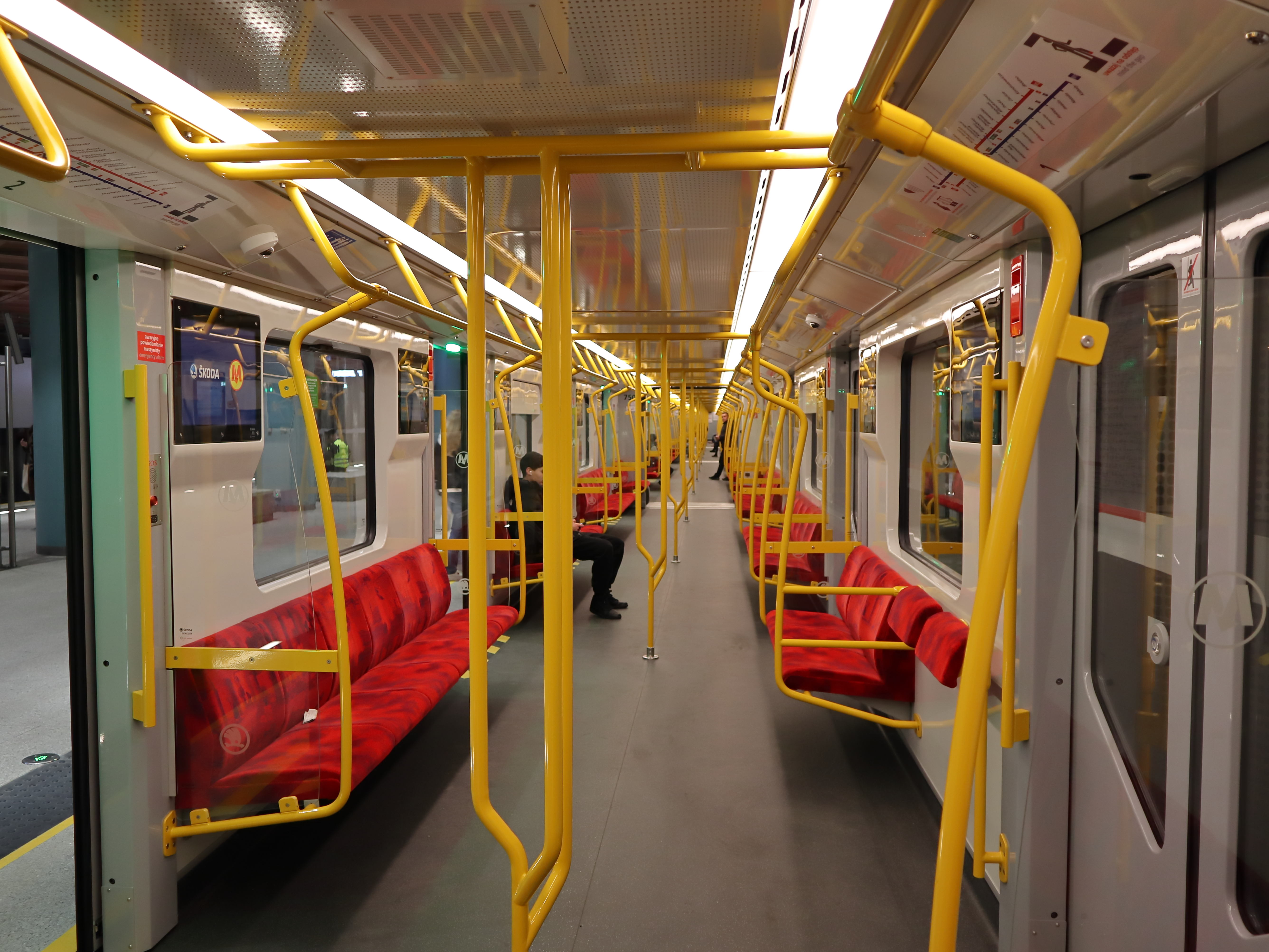
Wnętrze pojazdu